# Diego Falcinelli
Diego Falcinelli (Marsciano, 26 juni 1991) is een Italiaans voetballer die doorgaans als aanvaller speelt.

## Clubcarrière
Falcinelli begon zijn carrière bij het kleine Pontevecchio. In 2009 trok hij naar US Sassuolo. Die club leende hem uit aan Foligno Calcio, uitkomend in de Lega Pro Prima Divisione. Vervolgens leende de club de aanvaller ook uit aan Juve Stabia, SS Lanciano en Perugia Calcio. Tijdens het seizoen 2014/15 kende hij zijn meest productieve seizoen in de Serie B. Hij maakte toen veertien doelpunten voor Perugia. Het seizoen erna kreeg Falcinelli zijn kans bij Sassuolo maar kwam hij slechts tot twee competitiedoelpunten. Daarop besloot de club om de aanvaller tijdens het seizoen 2016/17 opnieuw te verhuren, ditmaal aan FC Crotone. 